# Cortul (film din 1998)
Cortul este un film românesc din 1998 regizat de Bogdan Cristian Drăgan. Rolurile principale au fost interpretate de actorii Victor Rebengiuc, Ilie Gheorghe, Claudiu Bleonț, Cristian Iacob.

## Distribuție
Distribuția filmului este alcătuită din:
- Valer Dellakeza — paznicul
- Marian Negrescu
- Ilie Gheorghe — Matei
- Cristian Iacob — Ion
- Emil Hoștină — militarul
- Claudiu Bleonț — Luca
- Constantin Cotimanis — domnul cu geanta
- Victor Rebengiuc — Marcu
- Anca Dinu — Maria